# Tortol Lumanza
Tortol Lumanza Lembi (Antwerpen, 13 april 1994) is een Belgisch voetballer van Congolese afkomst die als middenvelder speelt.

## Clubcarrière
Lumanza verliet in 2010 de jeugdopleiding van Beerschot AC voor die van Standard Luik. Tijdens het seizoen 2013/14 werd hij uitgeleend aan tweedeklasser Sint-Truiden. Op 25 juli 2014 maakte hij zijn officiële debuut voor Standard. Hij mocht toen in de basis starten tegen Sporting Charleroi.

## Statistieken
| Seizoen | Club             | Land            | Competitie         | Competitie | Competitie | Beker | Beker | Internationaal | Internationaal | Totaal | Totaal |
| Seizoen | Club             | Land            | Competitie         | Wed.       | Dlp.       | Wed.  | Dlp.  | Wed.           | Dlp.           | Wed.   | Dlp.   |
| ------- | ---------------- | --------------- | ------------------ | ---------- | ---------- | ----- | ----- | -------------- | -------------- | ------ | ------ |
| 2013/14 | → Sint-Truiden   | Vlag van België | Belgacom League    | 29         | 3          | 0     | 0     | 0              | 0              | 29     | 3      |
| 2014/15 | Standard Luik    | Vlag van België | Jupiler Pro League | 13         | 0          | 2     | 0     | 5              | 0              | 20     | 0      |
| 2015/16 | Waasland-Beveren | Vlag van België | Jupiler Pro League | 0          | 0          | 1     | 0     | 0              | 0              | 1      | 0      |
| TOTAAL  | TOTAAL           | TOTAAL          | TOTAAL             | 42         | 3          | 3     | 0     | 5              | 0              | 50     | 3      |

## Interlandcarrière
Lumanza speelde voor verschillende Belgische nationale jeugdelftallen. Hij behaalde onder meer 13 caps voor België –17.